# Wólka Skotnicka
Wólka Skotnicka [ˈvulka skɔtˈnit͡ska] es un pueblo en el distrito administrativo de Gmina Aleksandrów, dentro del Distrito de Piotrków, Voivodato de Łódź, en Polonia central. Se encuentra aproximadamente 7 kilómetros al sudoeste de Aleksandrów, 28 kilómetros al sudeste de Piotrków Trybunalski, y 72 kilómetros al sudeste de la capital regional, Łódź.